# 永嶋大典
永嶋 大典（ながしま だいすけ、1929年1月18日 - ）は、日本の英語史学者、大阪大学名誉教授。

## 経歴
福岡県出身。東京大学文学部英文科卒。福岡学芸大学講師、西南学院大学講師、神戸大学助教授、大阪大学教養部助教授、言語文化部教授、1993年定年退官、名誉教授、関西外国語大学教授、1999年甲子園大学教授。英訳聖書、サミュエル・ジョンソンなどについて研究した。

## 著書
- 『蘭和・英和辞書発達史』講談社 1970
  - 『新版蘭和・英和辞書発達史』ゆまに書房 書誌書目シリーズ 1996
- 『英米の辞書 歴史と現状』研究社出版 1974
- 『OEDを読む 『オックスフォード英語大辞典』案内』大修館書店 1983
- 『ジョンソンの『英語辞典』 その歴史的意義』大修館書店 1983
- 『ドクター・ジョンソン名言集』大修館書店 1984
- 『英米の辞書案内』研究社出版 1985
- 『英訳聖書の歴史』研究社出版 1988
- 『ジョンソンの死と信仰』聖公会出版 1995

### 翻訳
- アルバート・C.ボー, トマス・ケイブル『英語史』共訳 研究社出版 1981
- パット・ロジャーズ『サミュエル・ジョンソン百科事典』監訳 日本ジョンソン・クラブ共訳 ゆまに書房 1999

## 論文
- <永嶋大典